# St Mary Hall, Oxford
St Mary Hall fue un salón académico o paraninfo de la Universidad de Oxford. Estaba asociado al Oriel College desde 1326 hasta 1545, pero funcionaba de forma independiente desde 1545 hasta que su integración en el Oriel College en 1902. 

## Historia
En 1320, cuando fue nombrado rector de la Iglesia de Santa María la Virgen, Adam de Brome recibió la casa de la rectoría, St. Mary Hall, en High Street. St. Mary Hall fue adquirido por Oriel College en 1326: Bedel Hall, que linda con St. Mary's al sur, fue regalado por el obispo John Carpenter de Worcester en 1455. Estas dos salones, junto con St. Martin's Hall, se anexionaron al Oriel College. 
A principios del siglo XVI, los expositores de St. Dudley y Dudley de la Universidad se alojaron en St Mary Hall y Bedel Hall, y en esta época las dos salones se unieron. St. Mary Hall se convirtió posteriormente en una entidad independiente, y en 1545, por orden del Visitador, el obispo Longland de Lincoln, se bloqueó la puerta entre St Mary Hall y Oriel. Posteriormente, el Salón empleó a sus propios profesores, y la ingesta de St Mary's fue periódicamente más que la de Oriel. 
En 1552, había 18 miembros de St. Mary Hall, excluyendo al director. Los directores de St Mary Hall continuaron siendo miembros de Oriel hasta 1656. Para 1875, el tamaño del cuerpo de estudiantes universitarios de Santa María Hall había aumentado a 60, un gran número para una de las facultades de la Universidad en ese momento.
El Salón era efectivamente propiedad de su director, quien también era vicario de la Iglesia de Santa María. El último director, Drummond Percy Chase, nombrado en 1857, creó un acuerdo con Oriel a consecuencia del cual el Salón pasó a ser propiedad de Oriel a su muerte, lo que ocurrió en 1902, cuando según el acuerdo, el Salón fue incorporado al Oriel College. Algunos de los acuerdos establecidos cuando St. Mary Hall era una organización separada continúan vigentes: por ejemplo, el beneficio del vicario de la Iglesia de St Mary's incluye los derechos a cenar en Oriel. 
El actual St. Mary's Quad, o 'tercer cuadrilátero', de Oriel ocupa tres rangos de los antiguos edificios del St. Mary Hall. La casa del director fue demolida para la construcción del edificio Rhodes, que fue diseñado por Basil Champneys y que se completó en 1911.

## Directores
- Adam de Brome
- 1532-1537 John Rixman
- 1546-1550 Morgan Phillips[3]
- 1556-1561: William Allen, más tarde cardenal
- 1656-1660 Thomas Cole[4]
- 1664-1689: Joseph Crowther (fallecido en 1689), también capellán del duque de York[5]
- 1689-1712: William Wyatt (fallecido en noviembre de 1712)[6]
- 1712-1719: John Hudson
- 1719-1764: William King
- 1764-1801: Thomas Nowell
- 1801-1815: Phineas Pett[7]
- 1815-1833: John Dean (nacido en 1769, muerto en 1833)[8]
- 1833–1848: Renn Dickson Hampden
- 1848-1857: Philip Bliss (nacido en 1787, muerto en 1857)[9][10]
- 1857-1902: Drummond Percy Chase (nacido en 1820, muerto en 1902)[11]

## Antiguos alumnos notables
- John Ball (puritano), BA 1608
- William Henry Charsley, maestro de Charsley's Hall, Oxford
- Edward Craggs-Eliot, primer barón Eliot, matriculado en 1742
- Brajendranath De, del Servicio Civil indio, matriculado en 1875[12]
- Thomas Elyot (presunto)
- Thomas Harriot, astrónomo, matemático, etnógrafo y traductor del siglo XVI
- Theodore Hook, matriculado pero no residió; autor
- Robert Hues, BA 1578
- John Hunter, matriculado en 1755
- Sir Christopher Hatton, canciller de Inglaterra
- James Leith Moody, sacerdote (BA, 1840; MA, 1863)[13][14]
- Henry Newton, diplomático
- Geoffrey Osbaldeston, juez del Tribunal Superior de Irlanda, matriculado en 1575
- Robert Parsons, principal sacerdote jesuita
- George Sandys
- John Marston (poeta)[15]